# روجاس
بلدية روجاس (بالإسبانية: Rojas)‏, هي إحدى بلديات مقاطعة برغش, التي تقع في منطقة قشتالة وليون, والتي تقع في شمال غرب إسبانيا.
يبلغ عدد سكانها 93 نسمة وفقاً لإحصائية سنة (2002).